# Journal of Vibration and Control
Journal of Vibration and Control is een internationaal, aan collegiale toetsing onderworpen wetenschappelijk tijdschrift op het gebied van de akoestiek, werktuigbouwkunde en mechanica. De naam wordt in literatuurverwijzingen meestal afgekort tot J. Vib. Contr. Het wordt uitgegeven door SAGE Publications. Het eerste nummer verscheen in 1995.